# IPod touch (第5世代)
iPod touch（第5世代）とは、Appleが開発、発売していたiPod touch第5世代目のモデルである。

## 概要
iPod touch (第4世代)から2年ぶりに2012年10月に発売された。歴代のiPod touchと大きく違うのは、画面サイズが3.5インチからiPhone 5と同じ4インチになり、背面がステンレスからアルミニウムに変更されたことである。

## 詳細
基本的なスペックはiPhone 4Sと同じである。Apple A5が搭載され、Apple A4よりも高速化された。RAMは前モデルの2倍の512MBになり、これまでアプリが頻繁にクラッシュしていた問題はある程度改善されている。
カラーはピンク、イエロー、ブルー、シルバー、スペースグレイ、(PRODUCT)REDの6色展開で、前モデルの2色から大幅に増えた。背面の左下部分にiPod touch loopと呼ばれるストラップを付けることができる。Dockコネクタは廃止され、Lightningコネクタに変更された。本モデルから新しいEarPods（リモコンとマイク無し）が付属する。
前モデルでは720p HD画質のビデオがサポートされていたが、本モデルでは1080p HD画質がサポートされている。iSightカメラとLEDフラッシュが搭載され、背面カメラが500万画素、前面カメラが120万画素になり前モデルから大幅に強化された。前モデルではできなかったパノラマ撮影が可能となっている。
歴代のiPod touchに搭載されていた環境光センサーは廃止され、明るさの自動調節はできなくなっている。前モデルのBluetooth 2.1 + EDRからBluetooth 4.0になり音遅延などが少なくなっており、音質も向上している。5GHz帯のWi-Fiにも対応し、AirDropを使用できる。今まで使用できなかったSiriにも、iPod touchで初めて対応した。
iOS 9.3で追加されたNight Shiftには非対応である。

## Geekbench4のスコアデータ
| Geekbenchスコア                         | Geekbenchスコア                         | Geekbenchスコア | Geekbenchスコア | Geekbenchスコア       |
| --------------------------------------- | --------------------------------------- | --------------- | --------------- | --------------------- |
| デバイス プロセッサ                     |                                         |                 |                 | スコア （マルチコア） |
| iPod touch (第5世代) Apple A5 @ 0.8 GHz | iPod touch (第5世代) Apple A5 @ 0.8 GHz |                 | 487             | 487                   |

## iPod touch（第5世代 Mid 2013）
2013年5月にiSightカメラ（背面カメラ）とLEDフラッシュ、iPod touch loopを廃止したモデルが発売された。重量は86gと若干軽くなっている。カラーはシルバー（背面がシルバー、前面はブラック）のモデルのみである。
2014年6月26日にはiSightカメラなどを搭載の16GBの通常モデルが発表された。

## Nike + iPod
別売のNike+対応のセンサーと接続することができる。設定からNike + iPodをオンにすることでホーム画面に「Nike + iPod」Appが追加される。歩数計、ワークアウトなどの機能が利用できるほか、位置情報サービスを利用して通ったコースをマップに記録できる。AppはiOS 9で削除され、2018年4月30日を以てサポートを終了した。
現在では、AppleはiOS 8で「ヘルスケア」、iOS 8.2でiPhone 5以降に対応の「Apple Watch」を、ナイキはApp Storeで「Nike Run Club」、「Nike Training Club」Appなどを提供している。

## OS
iOS 6以降が搭載されている（出荷時期によって異なる）。iOS 9.3.5までアップデートでき、3年間アップデートが提供された。これは歴代のiPod touchの中で第6世代に次いで2番目に長い。